# Manuel Gallent Nicola
Manuel Gallent Nicola (València, 1948) és un advocat i polític valencià.

## Trajectòria
Es llicencià en dret internacional per la Universitat de Valladolid, La Sorbona i el Trinity College de Dublín, i diplomat en dret comparat per la Universitat de Varsòvia.
Va treballar com a canceller a l'ambaixada espanyola a Varsòvia i ha estat membre de l'Associació Internacional de Joves Advocats. Fou elegit diputat per la província de València a les eleccions generals espanyoles de 1982 dins les files de la Coalició Popular. Fou vocal de la Comissió de Defensa del Congrés dels Diputats. A mitjana legislatura, quan es trencà la coalició, passà al Grup Mixt i fou president valencià del Partit Demòcrata Popular (PDP)